# Banchus vittosus
Banchus vittosus är en stekelart som beskrevs av Henry Keith Townes, Jr. 1978. Banchus vittosus ingår i släktet Banchus och familjen brokparasitsteklar. Inga underarter finns listade.